# 希羅卡赫雷布利亞 (薩姆霍羅多克市鎮)
49°34′33″N 28°49′51″E / 49.57583°N 28.83083°E
參數所指定的目標頁面不存在，建議更正成存在頁面或直接建立下列一個頁面（建立前請先搜尋是否有合適的存在頁面可以取代）：
- 希羅卡赫雷布利亞

希羅卡赫雷布利亞（羅馬化：Shyroka Hreblia）是烏克蘭的村落，位於該國西南部文尼察州，由赫米利尼克區負責管轄，始建於1820年，面積2.76平方公里，海拔高度280米，2001年人口770，人口密度每平方公里278.78人。